# رولز-رویس فانتوم دراپ‌هد کوپه
رولز-رویس فانتوم دراپ‌هد کوپه (به انگلیسی: Rolls-Royce Phantom Drophead Coupé) خودرویی لوکس است که از سال ۲۰۰۷ تا ۲۰۱۶ توسط شرکت رولز-رویس در بریتانیا تولید شد.
این خودرو در کلاس خودرو لوکس قرار گرفته و طراحی آن بر اساس رولز-رویس فانتوم ۲۰۰۳ بوده‌است. سیستم جعبه‌دندهٔ آن ۶ دنده به صورت خودکار است. در سال ۲۰۱۵، این خودرو با قیمت ۵۳۳ هزار دلار گران‌ترین خودروی رولز-رویس بود.